# Callonychium brasiliense
Callonychium brasiliense är en biart som först beskrevs av Adolpho Ducke 1907.  Callonychium brasiliense ingår i släktet Callonychium och familjen grävbin. Inga underarter finns listade.